# Flestjärnen
Flestjärnen är en sjö i Åre kommun i Jämtland och ingår i Indalsälvens huvudavrinningsområde. Sjön har en area på 0,183 kvadratkilometer och ligger 578,1 meter över havet. Sjön avvattnas av vattendraget Flesån. Vid provfiske har öring fångats i sjön.

## Delavrinningsområde
Flestjärnen ingår i det delavrinningsområde (709605-136318) som SMHI kallar för Utloppet av Flestjärnen. Medelhöjden är 619 meter över havet och ytan är 1,65 kvadratkilometer. Räknas de 8 avrinningsområdena uppströms in blir den ackumulerade arean 32,71 kvadratkilometer. Flesån som avvattnar avrinningsområdet har biflödesordning 2, vilket innebär att vattnet flödar genom totalt 2 vattendrag innan det når havet efter 382 kilometer. Avrinningsområdet består mestadels av skog (76 procent) och kalfjäll (12 procent). Avrinningsområdet har 0,18 kvadratkilometer vattenytor vilket ger det en sjöprocent på 11,1 procent.